# ГЕС Філізур
ГЕС Філізур — гідроелектростанція на сході Швейцарії. Становить верхній ступінь у гідровузлі, створеному в верхів'ях річки Альбула (права притока Хінтеррайну, одного з витоків Рейну).
Проєкт гідровузла не передбачав створення масштабних водосховищ та обмежився двома невеликими греблями:
- Іслас на річці Альбула, яка дренує північний схил хребта Альбульські Альпи;

- Гларус на правій притоці попередньої річки Ландвассер, що відділяє Альбульські Альпи від хребта Плессурські Альпи та відома розташованим у верхній частині долини Давосом.

Ці греблі, віддалені від машинного залу на 8 та 10 кілометрів відповідно, спрямовують воду до двох дериваційних тунелів. Зал розташований неподалік від впадіння Ландвассер у Альбулу та обладнаний двома турбінами типу Френсіс потужністю по 32,5 МВт. Відпрацьована вода відводиться до нижнього балансуючого резервуару, звідки вона спрямовується на нижній ступінь гідровузла ГЕС Tiefencastel.